# Kanton (vexillologi)

Kanton i den övre delen närmast stången.

En kanton är en fjärdedel av en flagga. Kanton kan syfta på vilken fjärdedel av en flagga som helst egentligen, men man brukar syfta på den övre delen närmast flaggstången. På vissa flaggor har kantonen en annan färg än resten av flaggan och oftast någon symbol i sig; ett exempel på detta är USA:s flagga vars blå kanton innehåller 50 stjärnor, en för varje delstat. Andra exempel på länder med kantoner i flaggorna är Greklands och Australiens.

## Stater, länder och nationer kanton

Australien (flagga)
Chile (flagga)
Fiji (flagga)
Grekland (flagga)
Liberia (flagga)
Malaysia (flagga)
Nya Zeeland (flagga)
Samoa (flagga)
Taiwan (flagga)
Togo (flagga)
Tonga (flagga)
Tuvalu (flagga)
USA (flagga)
Uruguay (flagga)